# تشهاتيسجارية
تشهاتيسجارية (بالإنجليزية: Chhattisgarhi) (ديفاناغاري:छत्तीसगढ़ी) هي اللغة الرسمية في ولاية تشاتيسغار الهندية، ويبلغ عدد المتحدثين بها حوالي 17. 5 مليون متحدث. وهي لغة هندية شرقية بها مفردات وخصائص لغوية ثقيلة مأخوذة من موندا واللغات الدرافيدية.[بحاجة لمصدر] كانت لغة تشهاتيسجارية معروفة باسم خالتاي لسكان التل المحيط وباسم لاريا لمتحدثي سامبالبوري وأوريا.
وكانت منطقة تشهاتيسجاره تُعرف باسم داكسين كوسال قديمًا وذُكرت في العديد من السجلات التاريخية. وبالتالي الاسم القديم للغة تشاتيسغاري هو كوسالي أو داكسين كوسالي ذات الأهمية التاريخية.
ويتركز متحدثو هذه اللغة في الولايات والمقاطعات الهندية لولاية تشهاتيسجاره الهندية والمناطق المجاورة لولايات ماديا براديش وأوريسا وجهارخاند.
والثقافة تشهاتيسجارية والحركات السياسية، التي تعود أصولها لعشرينيات القرن الماضي، تؤكد على الثقافة تشهاتيسجارية والهوية اللغوية وسعت للحصول على حكم ذاتي أكبر في الهند. وبرز هذا في عام 2000 عندما أصبحت 16 مقاطعة تابعة لولاية ماديا براديش الولاية الجديدة تشهاتيسجاره.

## التصنيف
لغة تشهاتيسجارية أكثر ارتباطًا بلغة البغيلي ولغة أفادي (أفادي)، وتُصنف هذه اللغات في المنطقة الوسطى الشرقية للغات الهندو أوروبية، الفرع الهندي من عائلة اللغة الهندو أوروبي.
ووفقًا للحكومة الهندية، فإن تشهاتسيجارية هي لهجة شرقية للغة الهندية،[بحاجة لمصدر] ولكنها تُصنف كلغة منفصلة في لغات العالم. وتوجد لدى لغة تشهاتيسجارية العديد من اللهجات المحددة الخاصة بها، بالإضافة إلى: البيغاني وبهوليا وبينجهواري وكالانجا وكافاردي وخيراجارهي وسادري كوروا وسورجوجيا.

## الكتابة
تُكتب تشهاتيسجارية، مثل اللغة الهندية، باستخدام الخط الديفاناغاري.